# Siddhi
Siddhi, v sanskrtu „dokonalost“, jsou v hinduismu zvláštní schopnosti, které mohou být označeny jako nadpřirozené či magické, které jedinec získává na duchovních cestách jako jsou jóga a tantra. Ten kdo jimi vládne bývá nazýván siddha. V některých směrem jógy jsou pokládány za vedlejší, nežádoucí, produkt, který může ohrozit skutečný cíl jogína – duchovní osvobození. V tantře se na siddhi zpravidla nahlíží pozitivně a ukázka zvláštní schopnosti hraje důležitou roli při získávání nových stoupenců. Existuje osm dokonalostí: anima (schopnost zmenšit se na velikosti atomu), mahima (zvětšení se), laghima (učinění se lehkým jako pírko), garima (učinění se těžkým), prapti (získání čehokoliv co člověk chce), prakamja (úspěch v čemkoliv co člověk chce), vašitva (vláda nad všemi objekty v hmotném světě) a išitva (vláda nad vším a každým). V některých textech jsou pak uváděny další schopnosti. Personifikací siddhi je bohyně Siddhi, manželka Ganéši, která se reinkarnovala jako královna Kuntí.
V buddhismu je známo osm „obyčejných“ dokonalostí: kouzelný meč, který vždy vítězí; styk s bohy; teleportace sama sebe; neviditelnost; věčné mládí; létání; výroba mocných léků a moc na duchy a démony. Poslední, „neobyčejnou“, dokonalostí je bódhi – probuzení. Ve vadžrajáně se používá také pojem siddha, případně siddháčárja, který označuje mistra, který dosáhl všech devíti dokonalostí.